# Вышегород (Тверская область)
Вы́шегород — деревня в Селижаровском районе Тверской области. Входит в состав Большекошинского сельского поселения.
Находится в 15 километрах к юго-востоку от районного центра Селижарово, в 2 км от автодороги «Ржев—Осташков». Расположена на высоком левом береге Волги.
Население по переписи 2002 года — 3 человека, в 1996 году числилось 5 хозяйств, 6 жителей.

## История
Древнее селение на высоком берегу Волги. Несмотря на название, городища здесь не выявлено, но в устье ручья найдены раннеславянское селище и обширный курганный могильник конца 1 — начала 2 тыс.н. э.
В 1859 году казённая деревня Вышегород Осташковского уезда, по правую сторону Ржевского тракта, 60 вёрст от Осташкова, близ Волги, 21 двор, 132 жителя. Во второй половине XIX — начале XX века деревня Вышегород относилось к Талицкой волости и Талицкому приходу Осташковского уезда Тверской губернии. В 1889 году в деревне 43 двора, 242 жителя; имеются две водяных мельницы. Промыслы: резка и возка дров и лесу, весной — гонка леса в Тверь. Дети учатся в земской школе в Тальцах.

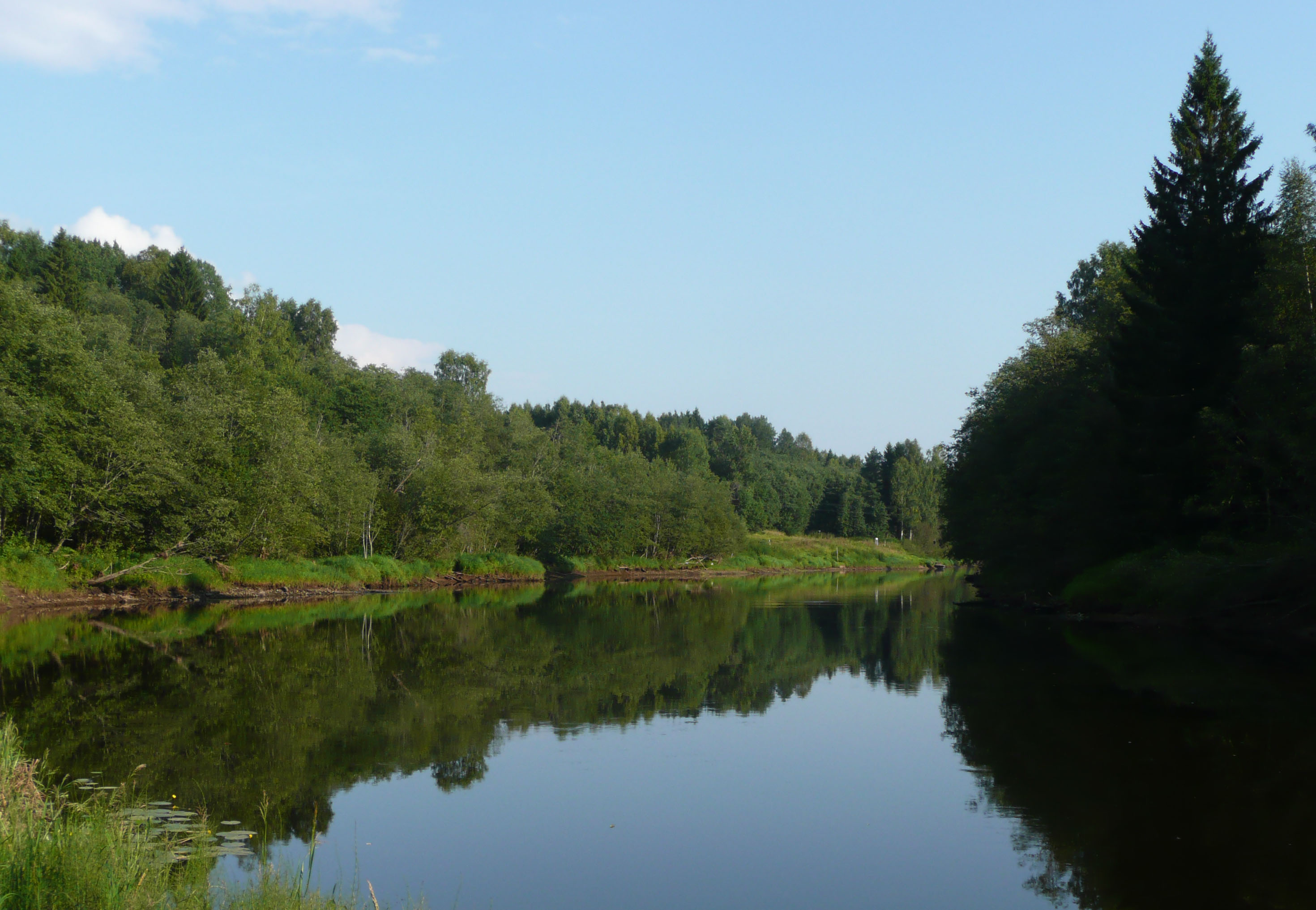
Волга у деревни.

## Население
| 2010 |
| ---- |
| 5    |